# إيركاب
إيركاب (بالإنجليزية: AerCap) هي أكبر شركة تأجير طائرات في العالم وذلك بعد أن أستحوذت على شركة مؤسسة التمويل التأجيري الدولية في عام 2014. يقع مقر الشركة الرئيسي في دبلن، أيرلندا.